# Александрово (городской округ Истра)
Александрово — деревня в Костровском сельском поселении Истринского района Московской области. Население — 14 чел. (2016), в деревне 1 улица, зарегистрировано 2 садовых товарищества.
Находится примерно в 12 км на юго-запад от Истры, на правом берегу реки Малой Истры, у Крушинского оврага, высота над уровнем моря 185 м. Ближайшие деревни — Кострово и Фроловское.

## Население
| 1852 | 1859 | 1890 | 1899 | 1926 | 2002 | 2006 |
| ---- | ---- | ---- | ---- | ---- | ---- | ---- |
| 41   | ↘19  | ↗20  | ↗40  | ↘4   | ↘0   | →0   |
| 2010 | 2016 |      |      |      |      |      |
| ↗4   | ↗14  |      |      |      |      |      |